# 黄士续
黄士续，江西上高人，是一名清朝政治人物。
黄士续曾于1802年接替杨可春任宝山县知县一职，1802年由田钧接任。